# Liste von Mühlen an der Spree
Die Liste von Mühlen an der Spree gibt eine Übersicht über die historischen Wassermühlen am Oberlauf der Spree, einschl. der Kleinen Spree in der Oberlausitz und weiter bis in den Raum Cottbus in Brandenburg unabhängig davon, ob sie noch existieren oder bereits verfallen und abgerissen sind. Es wurden etwa 120 Mühlenstandorte erfasst. Viele Mühlen existieren nicht mehr, einige sind umgebaut und dienen anderen Zwecken.
Bei Mühlen, die unter Denkmalschutz stehen, kann über die ID-Nummer der jeweilige Denkmaltext aus der sächsischen Denkmalliste aufgerufen werden. Die historische Bedeutung der Mühlen als Einzeldenkmale ergibt sich aus dem Denkmaltext des Landesamts für Denkmalpflege Sachsen.

## Legende
- Bild: zeigt ein Bild der Mühle und gegebenenfalls zusätzlich einen Link zu weiteren Fotos im Medienarchiv Wikimedia Commons.
- Bezeichnung: Name der Mühle und gegebenenfalls Bauwerksname des Kulturdenkmals
- Lage: Ortsteil bzw. Gemarkung sowie Straßenname und Hausnummer. Der Link Karte führt zur Kartendarstellung.
- Datierung: gibt das Jahr der Fertigstellung oder den Zeitraum der Errichtung an.
- Beschreibung: Angabe baulicher und geschichtlicher Einzelheiten, von Denkmaleigenschaften sowie ehemaligen Besitzern oder Bewohnern der Mühle
- ID: Falls die Mühle ein Kulturdenkmal ist, ist hier die ID-Nr. des Landesamts für Denkmalpflege Sachsen angegeben. Ein ggf. vorhandenes Icon  führt zu den Angaben bei Wikidata.

## Liste von Mühlen an der Spree
Die Liste der ehemaligen Mühlen ist entsprechend der örtlichen Lage am Oberlauf der Spree von der Quelle bis Cottbus gegliedert.
| Bild                                    | Bezeichnung                                                                                                | Lage                                                                | Datierung         | Beschreibung | ID                       |
| --------------------------------------- | --- | ------------------------------------------------------------------- | ----------------- | --- | ------------------------ |
| Direkt Bild zu diesem Denkmal hochladen | Obermühle Neugersdorf                                                                                      | Neugersdorf, Karl-Liebknecht-Straße 12 (Karte)                      |                   | ehem. ObermühleNeugersdorf, Mahlmühle, um 1870 abgerissen, genaue Lage unklar |                          |
| Weitere Bilder                          | Mittelmühle Neugersdorf                                                                                    | Neugersdorf, Fröbelstraße 6a (Karte)                                |                   | ehem. Mittel- oder Hohlfeldmühle Neugersdorf am Kirchteich, Wassermühle mit aufgesetzter Windmühle, 1863 stillgelegt und die Windmühle abgetragen, 2003 abgerissen, jetzt Kinderspielplatz, genaue Lage unklar |                          |
|                                         | Niedermühle Neugersdorf (Standort)                                                                         | Neugersdorf, Ernst-Thälmann-Straße 36 (Karte)                       |                   | ehem. Nieder- oder Herzogmühle Neugersdorf am Schlossteich, 2013 abgerissen, genaue Lage unklar |                          |
| Weitere Bilder                          | Rote Mühle Neugersdorf                                                                                     | Neugersdorf, Mühlgasse 12 (Karte)                                   | 1804              | ehem. Rote Mühle Neugersdorf am Mühlteich, Mahlmühle bis 1890, 1897 abgebrannt und neu aufgebaut; Müllerwohnhaus; Klinkerbau, baugeschichtlich und ortsgeschichtlich von Bedeutung. | 09226665                 |
| Weitere Bilder                          | Obermühle Ebersbach                                                                                        | Ebersbach/Sa., Hauptstraße 36 (Karte)                               |                   | ehem. Obermühle Ebersbach, Betrieb bis 1933, danach elektrisch bis in die 1950er Jahre | Wikidata-Objekt anzeigen |
| Direkt Bild zu diesem Denkmal hochladen | Mittelmühle Ebersbach                                                                                      | Ebersbach/Sa., Weberstraße 22 (Karte)                               |                   | ehem. Mittelmühle Ebersbach, ab 1907 Weberei Arthur Gocht, 1933 abgerissen, jetzt ein Verwaltungsgebäude der Stadt |                          |
| Weitere Bilder                          | Buschmühle Ebersbach/Sa.                                                                                   | Ebersbach/Sa., Buschmühlenweg (Karte)                               |                   | ehem. Buschmühle Ebersbach am Bleichewasser, später Bleich- und Appretur-Anstalt Carl Gocht bzw. C. F. Henke Appretur-Anstalt, später zur Spinnerei und Weberei Ebersbach, genaue Lage unklar |                          |
| Weitere Bilder                          | Spinnerei und Weberei Ebersbach/Sa.                                                                        | Ebersbach/Sa., Bleichstraße 9 (Karte)                               |                   | urspr. Buschmühle Ebersbach, später Spinnerei und Weberei Hermann Wünsche Ebersbach, danach Hermann Wünsche´s Erben AG bzw. Weberei und Spinnerei AG Ebersbach, nach 1945 VEB Spinnerei und Weberei Ebersbach, von 1905 bis 1991 in Betrieb, genaue Lage unklar | 09225968                 |
| Weitere Bilder                          | Niedermühle Ebersbach                                                                                      | Ebersbach/Sa., Mühlstraße 13 (Karte)                                |                   | ehem. Niedermühle Ebersbach | Wikidata-Objekt anzeigen |
| Weitere Bilder                          | Hempelmühle Friedersdorf                                                                                   | Friedersdorf (Spree), Ritterbachweg 1 (Karte)                       |                   | ehem. Hempelmühle Friedersdorf am Ritterbach, genaue Lage unklar | Wikidata-Objekt anzeigen |
| Direkt Bild zu diesem Denkmal hochladen | Sägemühle Friedersdorf                                                                                     | Friedersdorf (Spree), Sägemühlstraße 9 (?) (Karte)                  |                   | ehem. Sägemühle Friedersdorf, genaue Lage unklar |                          |
| Weitere Bilder                          | Obermühle oder Henselmühle Friedersdorf                                                                    | Oberfriedersdorf, Steinstraße 6 (Karte)                             | 1840              | ehem. Obermühle oder Henselmühle (auch Alte Mühle) Friedersdorf; Wohnmühlenhaus mit Technik, davor Granittrog, alte Hofpflasterung mit Granit-Rinnen und Reste des Wasserbaus sowie Steindeckerbrücke vor der Mühle; baugeschichtlich, ortsgeschichtlich und technikgeschichtlich von Bedeutung. | 08962477                 |
| Direkt Bild zu diesem Denkmal hochladen | Sägemühle am Hänselteich Friedersdorf                                                                      | Friedersdorf (Spree), Schulstraße 2 (?) (Karte)                     |                   | ehem. Sägemühle Friedersdorf, unterhalb des Hänselteichs, genaue Lage unklar |                          |
| Weitere Bilder                          | Niedermühle (auch Kretscham- oder Thomasmühle) Friedersdorf                                                | Friedersdorf, Am Niederen Mühlgraben 4 (Karte)                      | um 1900           | ehem. Niedermühle (auch Kretscham- oder Thomasmühle) Friedersdorf. Wohnhaus; Obergeschoss Fachwerk, zweifarbig verschiefert, baugeschichtlich von Bedeutung. | 08962494                 |
| Weitere Bilder                          | Mühle Friedersdorf                                                                                         | Niederfriedersdorf, Am Pflegeheim 2 (Karte)                         | 1908              | Ehem. Forsthaus. Gebäude über winkligem Grundriss mit Ecktürmchen und hölzernem Balkon, baugeschichtlich und ortsgeschichtlich von Bedeutung, urspr. eine Mühle am Schlossteich (Mardermühle). | 08962566                 |
|                                         | Froschmühle oder Donathmühle Neufriedersdorf                                                               | Neufriedersdorf bei Nr. 28 (Karte)                                  |                   | ehem. Froschmühle oder Donathmühle Neufriedersdorf am Richterflössel |                          |
|                                         | Walkmühle Neuspremberg                                                                                     | Neusalza-Spremberg, Rumburger Straße 3 (Karte)                      |                   | ehem. Walkmühle Neuspremberg am Forellenflössel, abgerissen (wüst) |                          |
| Direkt Bild zu diesem Denkmal hochladen | Kothemühle Neusalza-Spremberg                                                                              | Neusalza-Spremberg, Zittauer Straße 56 (Karte)                      |                   | ehem. Kothemühle Neusalza-Spremberg, seit 1912 außer Betrieb, jetzt Landtechnik |                          |
| Weitere Bilder                          | Obermühle Neusalza-Spremberg                                                                               | Neusalza-Spremberg, Am Spreepark 1 (Karte)                          |                   | ehem. Obermühle Neusalza-Spremberg, bis 1970 in Betrieb | Wikidata-Objekt anzeigen |
| Direkt Bild zu diesem Denkmal hochladen | Walkmühle in der Oberen Bleiche Neusalza-Spremberg                                                         | Neusalza-Spremberg (Karte)                                          |                   | ehem. Walkmühle in der Oberen Bleiche Neusalza-Spremberg, abgerissen, genaue Lage unklar |                          |
| Direkt Bild zu diesem Denkmal hochladen | Lohmühle Neusalza-Spremberg                                                                                | Neusalza-Spremberg                                                  |                   | ehem. Lohmühle Neusalza-Spremberg, jetzt Wohnhaus, genaue Lage unklar |                          |
| Weitere Bilder                          | Amselmühle Neusalza-Spremberg                                                                              | Neusalza-Spremberg, Am Heidelberg 5 (Karte)                         |                   | ehem. Amselmühle Neusalza-Spremberg |                          |
| Weitere Bilder                          | Niedermühle Neusalza-Spremberg                                                                             | Neusalza-Spremberg, Taubenheimer Weg 1 (Karte)                      | um 1900           | ehem. Niedermühle (auch Hentschelmühle) Neusalza-Spremberg; Mühlengebäude auf Hakengrundriss; heute Wohnhaus, Obergeschoss Fachwerk ornamental verschiefert, im ursprünglichen Aussehen erhalten, baugeschichtlich und ortsgeschichtlich von Bedeutung. | 08962684                 |
|                                         | Mühle Fugau                                                                                                | Fugau (Karte)                                                       |                   | ehem. Mühle Fugau in Böhmen, nach 1945 zerstört, genaue Lage unklar (wüst) |                          |
| Weitere Bilder                          | Obermühle Taubenheim                                                                                       | Taubenheim/Spree, Zumpeweg 3 (Karte)                                | um 1850           | ehem. Obermühle Taubenheim; Wohnstallhaus (Umgebinde) der ehemaligen Obermühle; Obergeschoss Fachwerk, mit Backstube, Fachwerkteil, Granittürgewände, alter Haustür, Granittreppenaufgang, straßenbildprägend, ortshistorisch von Bedeutung als Wohnhaus des Richard-Wagner-Mitarbeiters Hermann Gustav Zumpe (1850–1903). | 09252544                 |
| Weitere Bilder                          | Niedermühle Taubenheim                                                                                     | Taubenheim/Spree, Sohlander Straße 49 (Karte)                       | um 1790           | ehem. Niedermühle Taubenheim; Mühlenanwesen mit Wohnmühlenhaus (oder nur Müllerwohnhaus), Gebäude für Schneide- und Sägemühle, Seitengebäude mit Tordurchfahrt, Hofpflasterung und Steindeckerbrücke; im Ortsbild singulär, straßenbildprägend und ortshistorisch von Bedeutung. | 09252570                 |
| Weitere Bilder                          | Brückmühle (auch Niedermühle) Niedersohland; E. Hantusch & Co. Granit- und Syenitwerke Sohland a. d. Spree | Sohland an der Spree, Taubenheimer Straße 6 (Karte)                 | um 1900           | ehem. Brückmühle; E. Hantusch & Co. Granit- und Syenitwerke Sohland a. d. Spree; Steinsägemühle mit technischer Ausstattung und Fabrikantenvilla; ortsgeschichtlich und technikgeschichtlich von Bedeutung. Geschichte: 1595 Wassermühle (Getreidemühle), 1897 Inbetriebnahme des Werkes für Steinveredlung/ -bearbeitung durch die Firma Ernst Hantusch & Co. Granit- und Syenitwerke, 1902/04 Erweiterungs- und Wohnhausbau, 1930er bis 1951 Stilllegung des Betriebes, Nutzung als Lager, 1954 bis 1965/66 Steinsägerei mit Hilfe der Wasserkraft, 1952 bis 1954 Steinveredlung durch Schleifen und Polieren, danach wurden die Maschinen verschrottet.                                                | 09252485                 |
| Weitere Bilder                          | Hauboldmühle Sohland                                                                                       | Sohland an der Spree, Mühlenweg 1 (Karte)                           | um 1750           | ehem. Hauboldmühle Obersohland; Müllerwohnhaus und Stallscheune eines Zweiseithofes, vor dem Haus zwei Mühlsteine sowie Steindeckerbrücke, Mühlgraben mit Ufereinfassung und Bogenbrücke (Auslauf); beide Gebäude Obergeschoss Fachwerk, bedeutende, weitgehend ursprünglich erhaltene Anlage, baugeschichtlich und ortshistorisch von Bedeutung. | 09252487                 |
| Weitere Bilder                          | Klixmühle; Sägewerk Steglich Sohland a. d. Spree                                                           | Sohland an der Spree, Zittauer Straße 24 (Karte)                    | um 1850           | ehem. Klixmühle; Sägewerk Steglich Sohland a. d. Spree; Sägemühle und Seitengebäude sowie Hofpflasterung, innen alter Gasentwickler; ortsgeschichtlich und technikgeschichtlich von Bedeutung. | 09252479                 |
| Weitere Bilder                          | Neumühle Scheidenbach                                                                                      | Altscheidenbach, Spreetalstraße 10 (Karte)                          | 1797              | ehem. Neuemühle Altscheidenbach, ab 1885 Mechanische Weberei und Färberei (Reitzels Fabrik), später VEB VEGRO Kirschau. Wehr der ehemaligen Mühle (Altscheidenbach) unter Denkmalschutz; technikgeschichtlich von Bedeutung. | 09251613                 |
| Weitere Bilder                          | Kappler-Mühle Schirgiswalde                                                                                | Schirgiswalde, Kieferbergstraße 1 (Karte)                           | um 1805/1810      | ehem. Kappler-Mühle Schirgiswalde; Wohnstallhaus der ehemaligen Wassermühle, Radkammer und Wehr; Obergeschoss teils Fachwerk verbrettert, baugeschichtlich und technikgeschichtlich von Bedeutung. | 09251177                 |
| Weitere Bilder                          | Papiermühle Schirgiswalde                                                                                  | Schirgiswalde, Rathausstraße 15 (Karte)                             | vor 1800          | ehem. Papiermühle Schirgiswalde; Ehem. Papiermühle, heute Heimatmuseum, mit Brunnen im Hof; Gebäude über winkligem Grundriss, baugeschichtlich, ortsgeschichtlich und technikgeschichtlich von Bedeutung. | 09250908                 |
| Weitere Bilder                          | Kloß-Mühle Schirgiswalde                                                                                   | Schirgiswalde, Niedermarkt 5 (Karte)                                |                   | Die ehem. Kloß-Mühle Schirgiswalde befand sich in der Niedergasse 1, jetzt „Kloß-Mühle GmbH“ Backwaren und Konditoreiwaren Schirgiswalde. |                          |
| Weitere Bilder                          | Pulvermühle Callenberg                                                                                     | Schirgiswalde, Spreetalstraße 3-5 (Karte)                           | 1850              | ehem. Pulvermühle Callenberg; Wohnmühlenhaus (Umgebinde) mit südlichen Anbauten sowie zwei Seitengebäude eines Mühlenanwesens, mit Hofpflasterung und Brunnen sowie Mühlentechnik, Mühlgraben mit Schütz am Einlauf und Wehr mit Grundablass; Ensemble von baugeschichtlicher, ortsgeschichtlicher und technikgeschichtlicher Bedeutung. Komplex einer ehemaligen Pulvermühle. | 09252869                 |
| Direkt Bild zu diesem Denkmal hochladen | Mühle Kirschau                                                                                             | Kirschau, Max-Pelz-Straße 13 (Karte)                                |                   | ehem. Mühle Kirschau, genaue Lage unklar |                          |
| Weitere Bilder                          | Mühle Kirschau                                                                                             | Kirschau, Mühlstraße 8 (Karte)                                      |                   | ehem. Mühle Kirschau, später C. August Wagner Maschinenfabrik Kirschau |                          |
| Direkt Bild zu diesem Denkmal hochladen | Mühle Kirschau                                                                                             | Kirschau (Karte)                                                    |                   | ehem. Mühle Kirschau, genaue Lage unklar |                          |
| Direkt Bild zu diesem Denkmal hochladen | Mühle Eulowitz                                                                                             | Eulowitz, Mühlgrabenweg 1 (Karte)                                   |                   | ehem. Mühle Eulowitz |                          |
| Direkt Bild zu diesem Denkmal hochladen | Schnabelmühle; Kunstmühlenwerk E. F. Schnabel Großpostwitz/O.L.                                            | Großpostwitz, Zur Mühle 1b (Karte)                                  | 1823              | ehem. Schnabelmühle oder Postwitzer Mühle; Kunstmühlenwerk E. F. Schnabel Großpostwitz/O.L., siehe auch Sachgesamtheit (ID-Nr. 09252787). Wohnmühlengebäude einschl. technischer Ausstattung, Gebäudeteil der ehemaligen Sacknäherei und Turbinenraum, Speichergebäude, Scheune, Wehr und Mühlgraben; baugeschichtliche, ortsgeschichtliche, sozialgeschichtliche und technikgeschichtliche Bedeutung. | 09303600                 |
| Direkt Bild zu diesem Denkmal hochladen | Hainitzer Mühle                                                                                            | Hainitz, Gemeindeplatz 4 (Karte)                                    |                   | ehem. Hainitzer Mühle am Hainitzer Wasser, ab 1866 Spinnerei, abgerissen, genaue Lage unklar |                          |
| Direkt Bild zu diesem Denkmal hochladen | Mühle Hainitz (Großpostwitz/O.L.)                                                                          | Hainitz, Fabrikstraße 19 (Karte)                                    | 2. Hälfte 19. Jh. | ehem. Mühle Hainitz; Mühlengebäude mit Überfallwehr sowie Ufermauern mit zwei eingelassenen bezeichneten Steinen; hochgradig im ursprünglichen Aussehen erhalten, baugeschichtlich und technikgeschichtlich von Bedeutung. | 09253372                 |
| Weitere Bilder                          | Pinkmühle Großdöbschütz                                                                                    | Großdöbschütz (OT von Obergurig), Dorfstraße 5 (Karte)              | 1802              | ehem. Pinkmühle Großdöbschütz; Wohnmühlenhaus, südlich angrenzende Radkammer, daran anschließendes Nebengebäude, östliches Seitengebäude, nördliche Scheune, Mühlentechnik eines Mühlengehöftes sowie Wehranlage mit Wehrkrone, Teile des Mühlgrabens, Granit-Zaunspfeiler der Einfriedung und Granittrog; ehem. Wassermühle, Wohnmühlenhaus verputzter Bruchsteinbau mit Krüppelwalmdach und fünf Fledermausgaupen, die anderen Gebäude massiv mit Krüppelwalmdächern, baugeschichtlich, ortsgeschichtlich und technikgeschichtlich von Bedeutung. | 09251513                 |
| Weitere Bilder                          | Mühle Obergurig                                                                                            | Obergurig, Schulstraße 10a (Karte)                                  | 1803              | ehem. Mühle Obergurig; Mühle mit original erhaltener Mühlentechnik-Ausstattung, drei Steindeckerbrücken und Mühlgraben mit Schütz; Mühlengebäude breit gelagerter barocker Putzbau mit Krüppelwalmdach, Dachhecht und drei Fledermausgaupen, Mühlentechnik insbesondere die original erhaltene Transmission im Gastraum sowie das Mühlrad, baugeschichtlich, ortsgeschichtlich und technikgeschichtlich von Bedeutung. | 09252927                 |
| Weitere Bilder                          | Papierfabrik Obergurig                                                                                     | Obergurig, Schulstraße 21 (Karte)                                   | 1910-1922         | ehem. Mühle Obergurig, Papierfabrik Obergurig, jetzt Raussendorf Maschinenbau GmbH; Produktionsgebäude der ehem. Papierfabrik, Wehranlage mitsamt umgebender Ufermauer, Mühlgraben und Kaplanturbine; dreigeschossiges Produktionsgebäude mit Durchfahrt, Putzfassade mit markantem Uhrenturm mit Pyramidendach, frühe Betonkonstruktion, baugeschichtlich, ortsgeschichtlich und industriegeschichtlich von Bedeutung, Kaplanturbine technikgeschichtlich bedeutend und von Seltenheitswert. | 09252931                 |
|                                         | Mühle Singwitz                                                                                             | Singwitz, Industriestraße 1 (Karte)                                 | 1827              | ehem. Mühle Singwitz, später Pulverfabrik; Westliches Wohnhaus, südliches Wohnmühlenhaus und nördliche Scheune eines Mühlengehöftes sowie zwei Toreinfahrtspfeiler, Mauer, Mühlgrabenrest, Schütz, Überfallwehr und Wehr. Der Komplex gehörte zur Königlich Sächsischen Pulverfabrik in Gnaschwitz; baugeschichtlich, ortsgeschichtlich und technikgeschichtlich von Bedeutung, landschaftsprägend. | 09252941                 |
| Direkt Bild zu diesem Denkmal hochladen | Turbinenhaus Schwarznaußlitz                                                                               | Schwarznaußlitz, Industriestraße 2a; 5 (Karte)                      | 1916              | Turbinenhaus Schwarznaußlitz, jetzt Wasserkraftwerk; Turbinenhaus mit gesamtem Wasserbau (Obergraben/Mühlgraben mit Wehr und Schütz sowie mit Rechen am Turbinenhaus und der Untergraben) und innere technische Ausstattung (Industriestraße 2a) sowie Werkstattgebäude (Industriestraße 5) und Bunker (südlich Industriestraße 1 unterhalb des Mühlgrabens). Der Komplex gehörte zur Königlich Sächsischen Pulverfabrik in Gnaschwitz; Turbinenhaus mit stilisiertem Ornament, technikgeschichtlich von Bedeutung. | 09252942                 |
| Weitere Bilder                          | Altes Kesselhaus Singwitz                                                                                  | Schwarznaußlitz, Industriestraße 4 (Karte)                          | 1910er Jahre      | ehem. Mühle Singwitz; ehem. Kesselhaus, gehörte zur Kgl. Sächs. Pulverfabrik in Gnaschwitz; Putzbau mit Thermengiebeln und Pilasterordnung, Mittelrisalit mit Turm, im Inneren Eisenbinderkonstruktion, baugeschichtlich und technikgeschichtlich von Bedeutung. | 09252943                 |
| Direkt Bild zu diesem Denkmal hochladen | Griesmühle Schlungwitz                                                                                     | Schlungwitz (OT von Doberschau-Gaußig), Gnaschwitzer Straße (Karte) |                   | ehem. Griesmühle Schlungwitz, jetzt Maxam Deutschland GmbH, genaue Lage unklar |                          |
| Weitere Bilder                          | Alte Mühle Doberschau                                                                                      | Doberschau, Fabrikstraße 16 (Karte)                                 | 2. Hälfte 19. Jh. | ehem. Alte Mühle Doberschau, 1875 bis 1928 Papierfabrik, danach Werkzeugbau Doberschau, jetzt WEDO Formenbau Doberschau; Mühlengebäude; bestehend aus zwei Gebäudeteilen, ohne hinteren nordwestlichen Gewerbeanbau, weitgehend authentisch erhaltenes Erscheinungsbild, originale Haustür, baugeschichtlich von Bedeutung. | 09252951                 |
| Weitere Bilder                          | Preibischmühle Grubschütz                                                                                  | Grubschütz, Preuschwitzer Straße 11 (Karte)                         | 19. Jh.           | ehem. Preibischmühle Grubschütz; urspr. domstiftlichen Mühle. Wassertechnische Anlage (u. a. Wehr) der ehemaligen Mühle; produktionsgeschichtlich und landschaftsprägend von Bedeutung. | 09252948                 |
| Direkt Bild zu diesem Denkmal hochladen | Hochauf-Mühle Bautzen                                                                                      | Bautzen, Neusche Promenade 4 (Karte)                                | 1850              | Ehemalige Hochauf-Mühle, benannt nach dem Besitzer C. G. Hochauf, Schleifmühle (viergeschossig, Walmdach) mit lang gestrecktem Anbau, mit gesamter Technik, einschließlich wassertechnischer Anlage (Wehr, Mühlgraben durch das Gebäude) und Brücke über die Spree; alle Baulichkeiten weitgehend im Originalzustand erhalten, baugeschichtlich, ortsgeschichtlich und technikgeschichtlich von Bedeutung. | 09251443                 |
| Direkt Bild zu diesem Denkmal hochladen | Eisengießerei Bautzen                                                                                      | Bautzen (Karte)                                                     |                   | ehem. Mühle, Eisengießerei Bautzen, ab 1846 Eisengießerei- und Maschinenwerkstatt von Petzold & Center, ab 1901 Wagenbauanstalt und Waggonfabrik für elektrische Bahnen vorm. W. C. F. Busch, später Waggonbau Bautzen, genaue Lage unklar |                          |
| Weitere Bilder                          | Frankensteinsche Mühle Bautzen                                                                             | Bautzen, Bleichenstraße 1 (Karte)                                   | 2. Hälfte 19. Jh. | ehem. Frankensteinsche Mühle (auch Wetzlichmühle) Bautzen; Mahlmühle, einschließlich Mühlgraben, Wehr sowie Teile der technischen Einrichtung (Dieselmotoren, wassertechnische Anlage); baugeschichtlich, wirtschaftsgeschichtlich und technikgeschichtlich von Bedeutung. | 09250535                 |
|                                         | Strumpfwalke Bautzen                                                                                       | Bautzen, Fischergasse 22 (Karte)                                    | 1606              | ehem. Walkmühle, später Strumpf- und Barettmacherwalke Bautzen; Wohn- und Produktionsgebäude mit zwei Anbauten, in offener Bebauung; baugeschichtlich und technikgeschichtlich von Bedeutung. | 09251180                 |
| Weitere Bilder                          | Neue Wasserkunst                                                                                           | Bautzen, Äußere Lauenstraße 58 (Karte)                              | 1606              | keine Mühle, Gebäude der Neuen Wasserkunst zur Wassergewinnung für die Stadt Bautzen aus der Spree | 09250962                 |
| Direkt Bild zu diesem Denkmal hochladen | Farbholz-Raspelmühle Bautzen                                                                               | Bautzen, Uferweg 4 (Karte)                                          |                   | ehem. Farbholz-Raspelmühle und Gerberei, später Tuchfabrik, 1864 abgerissen |                          |
| Weitere Bilder                          | Alte Wasserkunst                                                                                           | Bautzen, Wendischer Kirchhof 2 (Karte)                              | 1558              | keine Mühle, Gebäude der Alten Wasserkunst zur Wassergewinnung für die Stadt Bautzen aus der Spree | 09251001                 |
| Weitere Bilder                          | Große Mühle; Ratsmühle                                                                                     | Seidau, Unterm Schloß 48 (Karte)                                    | 16. Jh.           | Ehem. Große Mühle oder Ratsmühle; Reiterhaus; sog. »Eselstall«, später Tuchfabrik, abgerissen; Mühlgraben im Gebiet Unterm Schloß in seiner gesamten Ausdehnung (von Unterm Schloss 6 bis 48), teilweise überwölbt (Bruchstein, sehr desolat), einschließlich Überfallwehr mit Freifluter, Schützenanlage, Rundbogenaussteifungen im Bereich der früheren großen Mühle (oder Ratsmühle) sowie straßenbegleitende Einfriedungsmauer; ortsgeschichtlich, ortsbildprägend und technikgeschichtlich von Bedeutung. | 09253223                 |
| Weitere Bilder                          | Burgwasserturm Bautzen                                                                                     | Bautzen, Ortenburg (Karte)                                          | 1400              | keine Mühle; Burgwasserturm - Gebäude zur Wasserversorgung der Ortenburg Bautzen aus der Spree | 09251152                 |
| Direkt Bild zu diesem Denkmal hochladen | Sechsrädermühle Bautzen                                                                                    | Bautzen, Unterm Schloß (Karte)                                      |                   | ehem. Sechsrädermühle Bautzen am Mühlgraben unterhalb der späteren Großen Mühle, mit sechs Wasserrädern, nach Zerstörung im 30-jährigen Krieg nicht wieder aufgebaut, genaue Lage unklar |                          |
| Direkt Bild zu diesem Denkmal hochladen | Mühle Bautzen                                                                                              | Seidau, Unterm Schloß 38 (Karte)                                    |                   | ehem. Mühle am Protschenberg Bautzen |                          |
|                                         | Lazarusmühle Seidau                                                                                        | Seidau, Unterm Schloß 6 (Karte)                                     | 2. Hälfte 18. Jh. | ehem. Lazarusmühle (auch Brückenmühle) Seidau; Ehemalige Mühle mit unterirdisch verlaufendem Mühlgraben; siehe auch obj. 09253223, baugeschichtlich, ortsgeschichtlich und technikgeschichtlich von Bedeutung. | 09251123                 |
|                                         | Lohmühle Bautzen                                                                                           | Seidau, Unterm Schloß 2-4 (Karte)                                   |                   | ehem. Lohmühle Bautzen, Loh- und Weißgerberwalke, später Strumpffabrik, 1926 Um zu Wohnungen |                          |
| Weitere Bilder                          | Hammermühle (Bautzen); Eisenhammer Seidau                                                                  | Seidau, Seidauer Straße 2; 4 (Karte)                                | um 1850/1897      | ehem. Draht- oder Hammermühle; Eisenhammer Seidau, Bautzen, heute Mahl-, Öl- und Senfmühle; Mühlenensemble mit Mietshaus in Ecklage, Müllerwohnhaus, Nebengebäude (Torhaus), rückwärtigem Mühlentrakt über L-förmigem Grundriss, Lagergebäude im Hof und Hofpflasterung, dazu mühlentechnische Einrichtung und wassertechnische Anlage einschließlich des zugehörigen Überfallwehrs; im Mühlengebäude drei Wandbilder, Stadtansichten um 1850-1880 darstellend (bis 1888 Eisenhammer, danach Mühle), Mühlentechnik vollständig vorhanden, baugeschichtlich, ortsgeschichtlich und technikgeschichtlich von Bedeutung.                                                                                     | 09250828                 |
| Weitere Bilder                          | Papiermühle Bautzen                                                                                        | Bautzen (Karte)                                                     |                   | ehem. Papiermühle Bautzen, später Papierfabrik von C. F. A. Fischer Bautzen, ab 1871 Vereinigte Bautzner Papierfabriken AG. | 09251229                 |
| Weitere Bilder                          | Kappler-Mühle Bautzen                                                                                      | Bautzen, Mühlgäßchen 1; 2 (Karte)                                   | 1718              | ehem. Kappler- oder Ludwigs-Mühle Bautzen; Mühle mit Resten der wassertechnischen Anlage und Doppelwohnhaus in offener Bebauung (mit Wasserstandstafel); baugeschichtlich und ortsgeschichtlich von Bedeutung. | 09251220                 |
|                                         | Kupferhammerwerk C. G.Tietzens Eidamm Bautzen                                                              | Bautzen, Kupferhammer 4 (Karte)                                     | 1913              | ehem. Mühle, Kupferhammerwerk C. G.Tietzens Eidamm Bautzen, später »Kulturhaus Ernst-Thälmann«. Ehemaliges Hammerwerk bestehend aus Verwaltungsgebäude mit Gedenktafel, Fabrikgebäude (ehem. Beizhaus und Laboratorium) sowie Einfriedung, teilweise unterirdisch geführtem Mühlgraben mit Schütz und Uferbefestigungsmauer am Ausgangsbauwerk sowie Fußgängerbrücke; letzte bauliche Zeugnisse eines seit dem 13. Jh. belegten Produktionsstandortes mit unterschiedlichen Gewerken, 1544 erstmals als Hammerwerk bezeichnet, ab Mitte des 19. Jh. Walzwerk, bis 1928 in Betrieb, erhaltene Gebäude sind baugeschichtlich und ortsgeschichtlich bedeutende Zeugnisse des metallverarbeitenden Betriebes. | 09250451                 |
| Direkt Bild zu diesem Denkmal hochladen | Teichnitzer Mühle                                                                                          | Teichnitz (Karte)                                                   |                   | ehem. Teichnitzer Mühle, Ölmühle am Spreeknie, abgerissen (wüst) |                          |
| Direkt Bild zu diesem Denkmal hochladen | Schleifplanmühle Bautzen                                                                                   | Bautzen (Karte)                                                     |                   | ehem. Schleifmühle Bautzen, abgerissen (wüst), genaue Lage unklar |                          |
|                                         | Gutsmühle Oehna                                                                                            | Oehna (Karte)                                                       |                   | ehem. Mühle des Guts Oehna, auch als Kunstmühle Gustav May bezeichnet, im Staubereich der Talsperre Bautzen (wüst) |                          |
| Direkt Bild zu diesem Denkmal hochladen | Gutsmühle Malsitz                                                                                          | Malsitz (Karte)                                                     |                   | ehem. Mühle des Guts Malsitz, im Staubereich der Talsperre Bautzen (wüst) |                          |
| Direkt Bild zu diesem Denkmal hochladen | Gutsmühle im Rittergut Niedergurig                                                                         | Niedergurig, Im Rittergut 4 (Karte)                                 | um 1820           | ehem. Gutsmühle im Rittergut Niedergurig; Einzeldenkmale der Sachgesamtheit Rittergut und Gutspark Niedergurig (Sachgesamtheit): Mühle, Mühlgraben und Steindeckerbrücke; die Mühle ein großer Bruchsteinbau mit Mansardwalmdach, wirtschaftsgeschichtlich, baugeschichtlich und ortsgeschichtlich von Bedeutung, die zweifeldrige Steindeckerbrücke aufgrund ihrer Größe von Seltenheitswert, technikgeschichtlich von Bedeutung. | 09251144                 |
| Direkt Bild zu diesem Denkmal hochladen | Mühle Briesing                                                                                             | Briesing, Mühlweg 5 (Karte)                                         | um 1920/1930      | ehem. Mühle Briesing; Mühle mit angebautem Silo, Seitengebäude und Scheune eines Mühlenanwesens; baugeschichtlich, ortsgeschichtlich und technikgeschichtlich von Bedeutung. | 09251201                 |
| Weitere Bilder                          | Klixer Mühle                                                                                               | Klix, Zum Rittergut 9; 11 (Karte)                                   | 18. Jh.           | ehem. Klixer Mühle; Wohnmühlenhaus sowie Graben, Wehr und Teich einer Mühlenanlage (technische Ausstattung nicht mehr vorhanden); Wohnmühlenhaus massiv, eingeschossig, gedrunger Baukörper mit Krüppelwalmdach, baugeschichtlich, ortsgeschichtlich und technikgeschichtlich von Bedeutung. | 09252080                 |
| Weitere Bilder                          | Halbendorfer Mühle                                                                                         | Halbendorf/Spree, Am Waldschulheim 3 (ehemals Mühlenweg 3) (Karte)  | Mitte 19. Jh.     | ehem. Halbendorfer Mühle; Wohnmühlengebäude und gegenüber liegendes Seitengebäude mit angebauter Scheune; Wohnmühlengebäude Obergeschoss Fachwerk, z. T. verbrettert, Seitengebäude massiv, Scheune z. T. Fachwerkkonstruktion, baugeschichtlich und ortsgeschichtlich von Bedeutung. | 09252269                 |
| Weitere Bilder                          | Spreemühle Neudorf/Spree                                                                                   | Neudorf/Spree, Fabrikstraße 7 (Karte)                               |                   | ehem. Spreemühle Neudorf/Spree am Mühlgraben | Wikidata-Objekt anzeigen |
| Weitere Bilder                          | Liesker Mühle                                                                                              | Lieske (Karte)                                                      |                   | ehem. Liesker Mühle (wüst), genaue Lage unklar |                          |
| Weitere Bilder                          | Schleifmühle Uhyst                                                                                         | Uhyst, Schloßstraße 8 (Karte)                                       | 1866              | ehem. Schleifmühle Uhyst; Schleiferei und Wehr; stattlicher Bau mit kleinerem Anbau, beides Backstein, anspruchsvolle Gestaltung, baugeschichtlich und technikgeschichtlich von Bedeutung. | 09269515                 |
| Weitere Bilder                          | Bärwalder Mühle                                                                                            | Bärwalde (Karte)                                                    |                   | ehem. Bärwalder Mühle, genaue Lage unklar |                          |
| Weitere Bilder                          | Tzschellner Mühle                                                                                          | Tzschelln (Karte)                                                   |                   | ehem. Tzschellner Mühle, später Pappenfabrik, durch Tagebau zerstört, genaue Lage unklar (wüst) |                          |
| Weitere Bilder                          | Ruhlmühle oder Rollmühle Mühlrose                                                                          | Mühlrose OT von Trebendorf, Ruhlmühle 74 (Karte)                    |                   | ehem. Rollmühle oder Ruhlmühle bei Neustadt/Spree, inzwischen Wasserkraftwerk | Wikidata-Objekt anzeigen |
| Direkt Bild zu diesem Denkmal hochladen | Neustädter Hammer                                                                                          | Neustadt/Spree (Karte)                                              |                   | ehem. Mühle, Neustädter Hammer, genaue Lage unklar (wüst) |                          |
| Weitere Bilder                          | Altmühle Neustadt/Spree                                                                                    | Neustadt/Spree, Spreewitzer Straße 1 (Karte)                        |                   | ehem. Altmühle an der Struga in Neustadt/Spree |                          |
| Weitere Bilder                          | Spinnerei Neustadt (Spree)                                                                                 | Neustadt/Spree, Spreewitzer Straße 5 (Karte)                        |                   | ehem. Spinnerei Neustadt/Spree an der Struga |                          |
| Weitere Bilder                          | Spreemühle Zerre                                                                                           | Zerre, Zur Mühle 3 (Karte)                                          | 1918              | ehem. Spreemühle Zerre, ortsgeschichtlich von Bedeutung. Mühlstein der ehemaligen Dorfmühle unter Denkmalschutz; als deren Teil ortsgeschichtlich von Bedeutung. | 09278740                 |
| Weitere Bilder                          | Grützemühle Zerre                                                                                          | Zerre (Karte)                                                       |                   | ehem. Grützemühle Zerre, genaue Lage unklar |                          |
| Direkt Bild zu diesem Denkmal hochladen | Weißes Wehr Spremberg                                                                                      | Spremberg, Zum Weißen Wehr (Karte)                                  |                   | vermutlich keine Mühle, das Weiße Wehr in Spremberg (Brandenburg) diente der Regulierung des Wasserstands in der Hauptspree und der Kleinen Spree |                          |
| Weitere Bilder                          | Stadtmühle Spremberg                                                                                       | Spremberg, Johannesgasse (Karte)                                    |                   | ehem. Stadtmühle Spremberg (Brandenburg), rechts der Spree, später Wollspinnerei, Gesamtanlage als Wollspinnerei, Walkmühle sowie Getreide-, Öl- und Schrotmühle genutzt, 1971 durch Brand zerstört, in den 1980er Jahren abgerissen, jetzt technisches Denkmal mit Turbinenläufer und Getriebe der Firma Voith aus Heidenheim (1923) am Spreeufer unterhalb des Stadtmühlenwehrs. (Baudenkmal Brandenburg Id=09125581) |                          |
|                                         | Mühle in Spremberg                                                                                         | Spremberg, An den Mühlen 2 (Karte)                                  |                   | ehem. Mühle in Spremberg (Brandenburg), links der Spree, später Fahrradfabrik Mobil, jetzt Cafehaus Zille |                          |
| Weitere Bilder                          | Cantdorfer Mühle                                                                                           | Cantdorf, OT von Spremberg, Berliner Straße 31 (Karte)              |                   | ehem. Cantdorfer Mühle am Kochsabach (Brandenburg) |                          |
| Weitere Bilder                          | Mühle Wilhelmsthal                                                                                         | Cantdorf-Wilhelmsthal, Wilhelmsthaler Weg 3 (Karte)                 |                   | ehem. Mühle Wilhelmsthal an der Spree (Brandenburg) |                          |
| Direkt Bild zu diesem Denkmal hochladen | Byhlower Mühle                                                                                             | Bühlow (Karte)                                                      |                   | ehem. Byhlower Mühle, jetzt im Stauraum der Talsperre Spremberg |                          |
| Direkt Bild zu diesem Denkmal hochladen | Neumühle Klein Döbbern                                                                                     | Klein Döbbern (Karte)                                               |                   | ehem. Wassermühle in Neumühle, später Wollspinnerei, jetzt im Stauraum der Talsperre Spremberg |                          |
| Direkt Bild zu diesem Denkmal hochladen | Mühle Neuhausen                                                                                            | Neuhausen/Spree, Mühle 2 (Karte)                                    |                   | ehem. Mühle Neuhausen, jetzt Wasserkraftwerk Neuhausen (Brandenburg) |                          |
| Direkt Bild zu diesem Denkmal hochladen | Mühle Frauendorf                                                                                           | Frauendorf, Zur Mühle 6 (Karte)                                     |                   | ehem. Mühle Frauendorf (Baudenkmal Brandenburg Id=09125431) |                          |
| Weitere Bilder                          | Kutzeburger Mühle Gallinchen                                                                               | Gallinchen, Kutzeburger Mühle 2 (Karte)                             |                   | ehem. Kutzeburger Mühle Gallinchen, 1975 abgerissen, jetzt daneben ein neuerer Bau (Brandenburg) | Wikidata-Objekt anzeigen |
| Weitere Bilder                          | Große Mühle Madlow                                                                                         | Madlow, Große Mühle 1 (Karte)                                       |                   | ehem. Große Mühle Madlow (Baudenkmal Brandenburg Id=09100277) | Wikidata-Objekt anzeigen |
| Weitere Bilder                          | Markgrafenmühle Cottbus                                                                                    | Cottbus, Markgrafenmühle 1 (Karte)                                  |                   | ehem. Markgrafenmühle Cottbus (Brandenburg) |                          |
| Direkt Bild zu diesem Denkmal hochladen | Sägemühle Cottbus                                                                                          | Cottbus (Karte)                                                     |                   | ehem. Sägemühle Cottbus, vermutlich am Standort der späteren Tuchfabrik Carl Samuel Elias, genaue Lage unklar (Brandenburg) |                          |
| Weitere Bilder                          | Wilhelmsmühle Cottbus                                                                                      | Cottbus, Uferstraße 1 (Karte)                                       |                   | ehem. Wilhelmsmühle Cottbus (Baudenkmal Brandenburg Id=09100246) | Wikidata-Objekt anzeigen |
| Weitere Bilder                          | Altes Elektrizitätswerk Cottbus                                                                            | Cottbus, Am Spreeufer 1 (Karte)                                     |                   | Altes Elektrizitätswerk Cottbus, urspr. zwei Mühlen, 1882 abgebrannt (Baudenkmal Brandenburg Id=09100118) | Wikidata-Objekt anzeigen |
| Weitere Bilder                          | Spreewehrmühle Cottbus                                                                                     | Cottbus, Am Großen Spreewehr 2 (Karte)                              | 1801              | Spreewehrmühle Cottbus, 1959 stillgelegt, jetzt Mühlenmuseum und Gaststätte (Baudenkmal Brandenburg Id=09100116) | Wikidata-Objekt anzeigen |

## Liste von Mühlen an der Kleinen Spree
Die Liste der ehemaligen Mühlen ist entsprechend der örtlichen Lage am Flusslauf vom Ausgangspunkt bis zur Mündung gegliedert.
| Bild           | Bezeichnung                | Lage                                      | Datierung         | Beschreibung | ID       |
| -------------- | -------------------------- | ----------------------------------------- | ----------------- | --- | -------- |
| Weitere Bilder | Gutsmühle Kauppa           | Kauppa, Zum Gutshof 2, 4, 8 (Karte)       |                   | ehem. Gutsmühle Kauppa, zum ehem. Rittergut Kauppa gehörend. Einzeldenkmale der Sachgesamtheit Rittergut Kauppa: Ruine des Herrenhauses über Resten des ehemaligen Schlosses (Gewölbe). Mühlengebäude (Nr. 2, 4, 8) mit Mühlgraben und zwei oberschlächtigen Wasserrädern, Wohn- und Wirtschaftsgebäude (Nr. 10) mit Tordurchfahrt und Wappen, baugeschichtlich, ortsgeschichtlich und ortsbildprägend von Bedeutung. | 09252978 |
| Weitere Bilder | Wassermühle Milkel         | Milkel, Hauptstraße 23 (Karte)            |                   | ehem. Wassermühle Milkel, jetzt Bäckaerei |          |
| Weitere Bilder | Mühle Lippitsch            | Lippitsch, Mühlweg 11 (Karte)             |                   | ehem. Mühle Lippitsch |          |
| Weitere Bilder | Mühle Hermsdorf/Spree      | Hermsdorf/Spree, Zur Mühle 30 (Karte)     |                   | ehem. Mühle Hermsdorf/Spree, urspr. Ölmühle, später Bäckerei und Gastwirtschaft |          |
| Weitere Bilder | Kolbitzer Mühle            | Kolbitz 31 (Karte)                        |                   | ehem. Kolbitzer Mühle, genaue Lage unklar |          |
| Weitere Bilder | Ballackmühle Friedersdorf  | Friedersdorf (Karte)                      |                   | ehem. Ballackmühle Friedersdorf |          |
| Weitere Bilder | Dorfmühle Litschen         | Litschen, Am Dorfanger 47 (Karte)         |                   | ehem. Dorfmühle Litschen |          |
| Weitere Bilder | Lohsaer Mühle              | Lohsa, Mühlweg (Karte)                    |                   | ehem. Lohsaer Mühle |          |
| Weitere Bilder | Schneidemühle Weißkollm    | Weißkollm, Auf dem Gut (Karte)            |                   | ehem. Schneidemühle, später Elektrizitätswerk |          |
| Weitere Bilder | Riegeler Mühle             | Riegel, Hoyerswerdaer Straße 3 (Karte)    | 2. Hälfte 19. Jh. | ehem. Riegeler Mühle; Mühlentechnik der ehem. Riegeler Mühle; in einem baulich verändertem Kontext eine noch ursprünglich erhaltene technische Anlage, technikgeschichtlich von Bedeutung. | 08985591 |
| Weitere Bilder | Mühle Burg                 | Burg, Am Mühlgraben 12 (Karte)            |                   | ehem. Mühle Burg (wüst) |          |
| Weitere Bilder | Eisenhammerwerk Burghammer | Burghammer, Bernsteinstraße (Karte)       |                   | ehem. Eisenhammerwerk Burghammer, genaue Lage unklar |          |
| Weitere Bilder | Mühle Burgneudorf          | Burgneudorf, Neustädter Straße 16 (Karte) |                   | ehem. Mühle Burgneudorf, später Sägemühle |          |
| Weitere Bilder | Hammerwerk Spreewitz       | Spreewitz, Dorfaue 8 (Karte)              |                   | ehem. Hammerwerk Spreewitz, genaue Lage unklar |          |

## Liste von Mühlen an der Malschwitzer Kleinen Spree
Die Liste der ehemaligen Mühlen ist entsprechend der örtlichen Lage am Flusslauf vom Ausgangspunkt bis zur Mündung gegliedert.
| Bild           | Bezeichnung                                | Lage                                           | Datierung     | Beschreibung | ID       |
| -------------- | ------------------------------------------ | ---------------------------------------------- | ------------- | --- | -------- |
|                | Mühle Doberschütz                          | Doberschütz, Niederguriger Straße 25 (Karte)   | Mitte 19. Jh. | ehem. Mühle Doberschütz und Wehr an der Kleinen Spree; baugeschichtlich und technikgeschichtlich von Bedeutung. | 09251140 |
|                | Alte Mühle Doberschütz                     | Doberschütz, Niederguriger Straße 26 (Karte)   | Mitte 18. Jh. | ehem. Alte Mühle; Mühlengebäude; baugeschichtliche, ortsgeschichtliche und ortsbildprägende Bedeutung. | 09304137 |
| Weitere Bilder | Pließkowitzer Mühle                        | Pließkowitz, Pließkowitzer Dorfstraße (Karte)  |               | ehem. Pließkowitzer Mühle an der Malschwitzer Kleinen Spree. Baugeschichtlich und technikgeschichtlich von Bedeutung, ehemalige wassertechnische Anlage der Mühle zugeschüttet, 2012 abgerissen, genaue Lage unklar. Steinbogenbrücke über den Mühlgraben noch vorhanden. |          |
| Weitere Bilder | Obermühle oder Wolfsmühle Malschwitz       | Malschwitz, Kleinmalschwitzer Straße 7 (Karte) | 1879          | ehem. Obermühle Malschwitz an der Malschwitzer Kleinen Spree; Mühlenwohnhaus einer Wassermühle, Mühlentechnik, Wasserrad und Mühlgraben; wichtigste Wassermühle des Ortes a.d. Kleinen Spree mit umfangreich erhaltener Mühlentechnik des beginnenden 20. Jahrhunderts, einschließlich des unterschlächtigen Wasserrades, weitgehend authentisch erhaltener Putzbau mit Gliederung und Satteldach, baugeschichtlich, ortsgeschichtlich und technikgeschichtlich von Bedeutung. | 09252140 |
| Weitere Bilder | Niedermühle Malschwitz oder Muschker Mühle | Malschwitz, Niedermühle 1-2 (Karte)            | 1802          | ehem. Niedermühle Malschwitz oder Muschker Mühle an der Malschwitzer Kleinen Spree; Wohnhaus mit Mühlentrakt; Obergeschoss Fachwerk, Granitportal, Krüppelwalmdach mit Fledermausgaupen, baugeschichtlich technikgeschichtlich von Bedeutung. | 09250006 |

## Liste von Mühlen an Zuflüssen der Spree
Die Liste der ehemaligen Mühlen ist entsprechend der örtlichen Lage am Flusslauf von der Quelle zur Mündung gegliedert.
| Mühlen am Alten Graben                  |                                                        |                                                                 |                    | |                          |
| Direkt Bild zu diesem Denkmal hochladen | Obermühle Beiersdorf                                   | Beiersdorf, Auestraße 17 (Karte)                                | 1848               | ehem. Obermühle (auch Auemühle) Beiersdorf am Beiersdorfer Wasser; Mühle mit dem Haupt-Mühlgebäude (zwei Flügel, Umgebinde, Obergeschoß vollkommen in Fachwerk und Holzbau über dem Eingang) und zweigeschossiges Nebengebäude mit Holzobergeschoß und vorderem Holzanbau; baugeschichtlich und ortsgeschichtlich von Bedeutung. | 08961280                 |
| Direkt Bild zu diesem Denkmal hochladen | Mittelmühle Beiersdorf                                 | Beiersdorf, Amselgrundstraße 12 (?) (Karte)                     |                    | ehem. Mittelmühle Beiersdorf, unterhalb vom Hofeteich (Mittelteich), später Mühlenbau Adolf Ay, genaue Lage unklar |                          |
| Weitere Bilder                          | Niedermühle Beiersdorf                                 | Beiersdorf, Brettmühlstraße 3 (Karte)                           | 1846               | ehem. Niedermühle oder Brettmühle Bittrich im Amselgrund, später Sägewerk, jetzt Wohnhaus; Brettmühle mit allen noch bestehenden Gebäuden, dem Alten Graben und dem Schützen am Mühlteich sowie Resten der gemauerten Mühlgräben und der Technik; bei den Gebäuden das nördliche Wohnhaus (Obergeschoss Fachwerk, westlicher Giebel verschiefert, bez. im Türstock 1846), hier einst auch Bäckerei, ein Nebengebäude südwestlich parallel davon, das Wohnmühlenhaus (Obergeschoss Fachwerk verschiefert) mit nach hinten angebautem Nebengebäude in Holz und ein weiterer Holzbau, ortsgeschichtlich und technikgeschichtlich von Bedeutung.   | 08961314                 |
| Weitere Bilder                          | Grenzmühle oder Schustermühle Beiersdorf               | Beiersdorf, An der Schustermühle 2-4 (Karte)                    |                    | ehem. Grenzmühle oder Schustermühle Beiersdorf, am Alten Graben |                          |
| Weitere Bilder                          | Keßlermühle Oppach                                     | Oppach, Löbauer Straße 53 (Karte)                               |                    | ehem. Keßlermühle (auch Neumühle oder Rätzemühle) am Alten Graben, später Bäckerei | Wikidata-Objekt anzeigen |
| Weitere Bilder                          | Buschmühle Oppach                                      | Oppach, Zumpestraße 23 (Karte)                                  |                    | ehem. Buschmühle Oppach am Flössel, später Sägewerk, 2010 nach Brand abgerissen (wüst) | Wikidata-Objekt anzeigen |
|                                         | Auemühle Oppach                                        | Oppach, An der Auemühle / Löbauer Straße 17 (Karte)             |                    | ehem. Auemühle Oppach, Mahl- und Ölmühle, abgerissen (wüst) |                          |
| Weitere Bilder                          | Damm-Mühle Oppach                                      | Oppach, Am Alten Graben 11 (Karte)                              | nach 1857          | ehem. Dammmühle Oppach am Alten Graben; Wohnmühlenhaus, zwei Mühlsteine vor dem Haus; ortshistorische Bedeutung. | 08962787                 |
| Direkt Bild zu diesem Denkmal hochladen | Alte Grenzmühle Oppach                                 | Oppach, Am Alten Graben (Karte)                                 |                    | ehem. Alte Grenzmühle Oppach, an der alten Steinbrücke über den Alten Graben, an der Grenze Oppach / Taubenheim gelegen, 1751 abgebrannt, abgerissen (wüst), genaue Lage unklar |                          |
| Weitere Bilder                          | Rothe Mühle; Neue Grenzmühle Oppach                    | Oppach, Grahbergstraße 38 (Karte)                               | 2. Hälfte 19. Jh., | ehem. Rothe Mühle; Neue Grenzmühle Oppach; Wohnmühlenhaus und Produktionsgebäude; massive Gebäude, Wohnhaus mit Korbbogenportal, von technikgeschichtlicher und ortshistorischer Bedeutung. | 08962784                 |
| Mühlen am Rosenbach                     |                                                        |                                                                 |                    | |                          |
| Direkt Bild zu diesem Denkmal hochladen | Obermühle Kaiserswalde                                 | Císařský (Karte)                                                |                    | ehem. Obermühle Kaiserswalde (Horní mlýn Císařský) am Schluckenauer Bach (Šluknovský potok) (wüst), genaue Lage unklar |                          |
| Direkt Bild zu diesem Denkmal hochladen | Niedermühle Kaiserswalde                               | Císařský (Karte)                                                |                    | ehem. Niedermühle Kaiserswalde (Dolní mlýn Císařský) am Schluckenauer Bach (wüst), genaue Lage unklar |                          |
| Weitere Bilder                          | Kümpfelmühle Kunnersdorf                               | Kunratice 1 (Karte)                                             |                    | ehem. Kümpfelmühle Kunnersdorf am Kunnersdorfer Bach (Čítkův Mlýn Kunratice), jetzt Pension |                          |
|                                         | Boxmühle Königswalde                                   | Království (Karte)                                              |                    | ehem. Boxmühle Königswalde am Boxteich (Bobří rybník), genaue Lage unklar (wüst) |                          |
| Direkt Bild zu diesem Denkmal hochladen | Laske-Mühle Königswalde                                | Království (Karte)                                              |                    | ehem. Laske-Mühle der Familie Laske in Königswalde am Rosenbach (Rožanský potok), genaue Lage unklar (wüst) |                          |
| Weitere Bilder                          | Stadtmühle Schluckenau                                 | Šluknov, Pivovarská 651 (Karte)                                 |                    | ehem. Stadtmühle Schluckenau (Městský mlýn Šluknov) am Silberbach (Stříbrný potok), jetzt Sparkasse |                          |
| Weitere Bilder                          | Schlossmühle Schluckenau                               | Šluknov, Mlýnská 658 (Karte)                                    |                    | ehem. Schlossmühle Schluckenau (Zámecký mlýn) am Silberbach |                          |
| Direkt Bild zu diesem Denkmal hochladen | Mildnermühle Rosenhain                                 | Rožany ev. 84 (Karte)                                           |                    | ehem. Obermühle oder Mildnermühle Rosenhain am Rosenbach (wüst) |                          |
| Direkt Bild zu diesem Denkmal hochladen | Lochmühle oder Rämisch-Mühle Rosenhain                 | Rožany ev. 70 (Karte)                                           |                    | ehem. Lochmühle oder Rämisch-Mühle Rosenhain (Römischův mlýn) am Rosenbach (wüst) |                          |
| Weitere Bilder                          | Teichmühle Rosenhain                                   | Rožany 149 (Karte)                                              |                    | ehem. Teichmühle Rosenhain am Rosenbach |                          |
| Weitere Bilder                          | Alte Mühle Rosenhain                                   | Rožany 36 (Karte)                                               | 1797/1863          | ehem. Alte Mühle Rosenhain (Starý mlýn Rožany) am Rosenbach (Rožanský potok), bis 1945 als Sägewerk in Betrieb, ab 2002 Gaststätte und Pension, unter Denkmalschutz ÚSKP-Nr. 37902/5-3995. | Wikidata-Objekt anzeigen |
|                                         | Grenzmühle Rosenhain                                   | Rožany ev. 47 (Karte)                                           |                    | ehem. Grenzmühle (Hraniční mlýn Rožany, auch Granitz-Mühle) am Rosenbach, Getreidemühle, später als Steinmahlwerk genutzt, nach 1945 abgerissen (wüst) |                          |
| Weitere Bilder                          | Buschmühle Hohberg                                     | Sohland an der Spree, OT Hohberg, Rosenbachstraße 24-25 (Karte) |                    | ehem. Buschmühle Hohberg am Rosenbach, 1887 Umbau der stillgelegten Buschmühle zum Steinsäge-Betrieb, jetzt Steinschleiferei Hantusch |                          |
| Mühlen am Sohlander Dorfbach            |                                                        |                                                                 |                    | |                          |
| Weitere Bilder                          | Obermühle Sohland                                      | Sohland an der Spree, Hainspacher Straße 18 (Karte)             | 19. Jh.            | ehem. Obermühle (auch Lebeltmühle) Sohland am Sohlander Dorfbach mit großem Mühlteich. Mühlteich, Mühlwehr, Steindeckerbrücke und Granittrog der Obermühle; ortsgeschichtlich und technikgeschichtlich von Bedeutung. | 09251853                 |
| Weitere Bilder                          | Trotzmühle Sohland                                     | Sohland an der Spree, Alte Dorfstraße 3 (Karte)                 |                    | ehem. Trotzmühle (auch Fabianmühle) Sohland am Sohlander Dorfbach, jetzt Bäckerei |                          |
| Weitere Bilder                          | Weiße Mühle Sohland                                    | Sohland an der Spree, Himmelsbrückenweg 9 (Karte)               |                    | ehem. Weiße Mühle Sohland, jetzt Maschinenbau Paulick, bei der Himmelsbrücke, am Sohlander Dorfbach | Wikidata-Objekt anzeigen |
| Mühlen am Kaltbach                      |                                                        |                                                                 |                    | |                          |
| Weitere Bilder                          | Obermühle Wehrsdorf                                    | Wehrsdorf, Lessingstraße 35 (Karte)                             | 1786               | ehem. Obermühle Wehrsdorf am Kaltbach; Wohnstallhaus (Umgebinde) über winkligem Grundriss und Scheune eines Dreiseithofes; Wohnstallhaus Obergeschoss Fachwerk, Fachwerkscheune, ortsbildprägend, ortshistorisch und baugeschichtlich von Bedeutung. | 09252474                 |
| Direkt Bild zu diesem Denkmal hochladen | Schneidemühle Wehrsdorf                                | Wehrsdorf, Lessingstraße 45 (Karte)                             |                    | ehem. Schneidemühle Richard Vogt Wehrsdorf, Nutzung bis 1990, 2010 abgerissen |                          |
| Direkt Bild zu diesem Denkmal hochladen | Sägemühle Wehrsdorf                                    | Wehrsdorf, Schirgiswalder Straße 4 (Karte)                      |                    | ehem. Sägemühle Wehrsdorf, später Sägewerk Tannert |                          |
| Direkt Bild zu diesem Denkmal hochladen | Niedermühle Wehrsdorf                                  | Wehrsdorf, Schirgiswalder Straße 26-28 (Karte)                  |                    | ehem. Niedermühle Wehrsdorf am Kaltbach, später Sägewerk bis 1930, Betriebsgebäude 2004 abgerissen |                          |
| Mühlen am Butterwasser                  |                                                        |                                                                 |                    | |                          |
| Weitere Bilder                          | Obermühle Wilthen                                      | Wilthen, Am Mühlendamm 19 (Karte)                               | 2. Hälfte 19. Jh.  | ehem. Obermühle (auch Hofemühle) Wilthen am Butterwasser; Mühle; kompakter Baukörper, Obergeschoss zum Teil Fachwerk verschiefert bzw. verkleidet, baugeschichtlich und ortsgeschichtlich von Bedeutung. | 09252661                 |
| Direkt Bild zu diesem Denkmal hochladen | Niedermühle Wilthen                                    | Wilthen, Talstraße 13 (Karte)                                   |                    | ehem. Niedermühle (auch Hoppemühle) Wilthen am Butterwasser, jetzt Wohnhaus |                          |
| Weitere Bilder                          | Papiermühle Wilthen                                    | Wilthen, Talstraße 22 (Karte)                                   | um 1870            | ehem. Papiermühle Wilthen am Butterwasser; Einzeldenkmale der Sachgesamtheit Papiermühle: Mühlenkomplex mit Wohnmühlengebäude, mehreren Nebengebäuden einschließlich Kesselhaus mit Schornstein sowie gesamte technische Ausstattung, Bachlauf (Butterwasser) mit beidseitigen Ufermauern, Mühlgraben und Wehr einer ehemaligen Papiermühle; authentisch erhaltene Papiermühle mit vollständig erhaltener technischer Ausstattung vom Anfang des 20. Jahrhunderts, seit 1675 urkundlich belegter Papiermühlenstandort, baugeschichtlich, ortsgeschichtlich und technikgeschichtlich von Bedeutung, technische Ausstattung von Seltenheitswert. | 09252676                 |
| Weitere Bilder                          | Himmelsmühle Wilthen                                   | Wilthen, Vorwerkstraße 35 (Karte)                               | 1874               | ehem. Himmelsmühle (auch Ober-Vorwerksmühle) Wilthen am Pilkebach; Mühlenanwesen mit Wohnhaus, Mühlengebäude und Stallscheune sowie Mühlteich und Wehr; Wohnhaus Obergeschoss Fachwerk verbrettert, Wasserrad und Technik vorhanden, der Mühlteich liegt trocken, baugeschichtlich und ortsgeschichtlich von Bedeutung. | 09252686                 |
| Weitere Bilder                          | Kiefernmühle Wilthen                                   | Wilthen, Vorwerkstraße 29 (Karte)                               | Ende 19. Jh.       | ehem. Kiefernmühle (auch Nieder-Vorwerksmühle) Wilthen am Pilkebach; Wohnhaus und Scheune eines ehemaligen Mühlenanwesens; Wohnhaus Obergeschoss Fachwerk verkleidet, Scheune verbretterte Holzkonstruktion, baugeschichtlich und ortsgeschichtlich von Bedeutung. | 09252629                 |
| Direkt Bild zu diesem Denkmal hochladen | Neumühle Wilthen                                       | Wilthen, Kirschauer Weg 24 (Karte)                              | um 1915            | ehem. Neumühle (auch Donathmühle oder Hübnermühle) Wilthen, Schneidemühle am Butterwasser; Mühlengebäude mit zwei Vertikalsägegattern und Müllerwohnhaus (ehem. Umgebinde) einer Schneidemühle; Mühlengebäude Obergeschoss verbrettert, weitgehend unverändertes äußers Erscheinungsbild der Gebäude sowie erhaltene technische Ausstattung, technikgeschichtlich, bau- und ortsgeschichtlich von Bedeutung, landschaftsprägend. | 09301397                 |
| Direkt Bild zu diesem Denkmal hochladen | Mühle Kleinpostwitz                                    | Kleinpostwitz (Karte)                                           |                    | ehem. Mühle Kleinpostwitz am Butterwasser, genaue Lage unklar |                          |
| Mühlen am Cunewalder Wasser             |                                                        |                                                                 |                    | |                          |
| Direkt Bild zu diesem Denkmal hochladen | Brettmühle Neudorf                                     | Neudorf, Neudorfstraße 1 (Karte)                                |                    | ehem. Brettmühle Neudorf (Cunewalde) am Brettteich |                          |
| Direkt Bild zu diesem Denkmal hochladen | Obermühle Obercunewalde                                | Obercunewalde, Hauptstraße 247 (Karte)                          |                    | ehem. Obermühle Cunewalde am Cunewalder Wasser, bis 1959 in Betrieb, Gebäude umgebaut |                          |
| Direkt Bild zu diesem Denkmal hochladen | Kleppermühle Obercunewalde                             | Obercunewalde, Hauptstraße 226 (Karte)                          | um 1920            | ehem. Kleppermühle Obercunewalde am Cunewalder Wasser; Wohnmühlenhaus sowie Eisenkammrad und Wasserrinne; ortsgeschichtlich und technikgeschichtlich von Bedeutung, 2011 abgerissen. | 09225156                 |
| Direkt Bild zu diesem Denkmal hochladen | Ölmühle Obercunewalde                                  | Obercunewalde, Hauptstraße 216 / Am Bahndamm 5 (Karte)          | um 1800            | ehem. Ölmühle Cunewalde; Wohnmühlengebäude mit außenliegender Radstube, südlicher Erweiterung und angebautem Wohnhaus über L-förmigem Grundriss (Hauptstraße 216), Seitengebäude (Am Bahndamm 5), Brunnentrog, Torpfeiler und Tor, Uferbefestigung einschließlich Schützenwehr und Wasserentnahmeeinrichtungen der Mühle sowie drei Steindeckerbrücken; Mühlenanwesen in Ecklage, im Ensemble mit den wasserbaulichen Anlagen und den regionaltypischen Steindeckerbrücken über das Cunewalder Wasser ortsbildprägend, baugeschichtlich und technikgeschichtlich von Bedeutung.                                                                | 09225390                 |
| Direkt Bild zu diesem Denkmal hochladen | Ölmühle Mittelcunewalde                                | Mittelcunewalde, Hauptstraße 154 (Karte)                        | 1845               | ehem. Ölmühle Cunewalde; Mühlengebäude; ortsbildprägende und wissenschaftlich-dokumentarische sowie ortsgeschichtliche Bedeutung. | 09226882                 |
| Direkt Bild zu diesem Denkmal hochladen | Purschemühle Mittelcunewalde                           | Mittelcunewalde, Hauptstraße (Karte)                            |                    | ehem. Purschemühle (auch Nudelmühle) Cunewalde, genaue Lage unklar |                          |
| Direkt Bild zu diesem Denkmal hochladen | Buschmühle Mittelcunewalde                             | Mittelcunewalde, Klipphausen 1 (Karte)                          |                    | ehem. Buschmühle Cunewalde an der Elze, jetzt Sägewerk Leuner |                          |
| Direkt Bild zu diesem Denkmal hochladen | Teichmühle Mittelcunewalde                             | Cunewalde, Neue Sorge 7 (Karte)                                 |                    | ehem. Teichmühle Cunewalde, 2009 abgerissen (wüst), genaue Lage unklar |                          |
| Direkt Bild zu diesem Denkmal hochladen | Brettmühle Niedercunewalde                             | Cunewalde, bei Hauptstraße 71 (Karte)                           |                    | ehem. Brettmühle am Goldenen Schiff in Cunewalde, genaue Lage unklar |                          |
| Direkt Bild zu diesem Denkmal hochladen | Weiße Mühle Cunewalde                                  | Cunewalde, Hauptstraße (Karte)                                  |                    | ehem. Weiße Mühle Cunewalde, genaue Lage unklar |                          |
|                                         | Trutzmühle; Textilfabrik August Hempel Niedercunewalde | Cunewalde, Hauptstraße 19 (Karte)                               | um 1900            | ehem. Trutzmühle (auch Trotzmühle), später Weberei August Hempel; Ehemaliges Produktionsgebäude; heute Gemeindezentrum, baugeschichtlich und technikgeschichtlich von Bedeutung. | 09225433                 |
| Direkt Bild zu diesem Denkmal hochladen | Mittelmühle Niedercunewalde                            | Cunewalde                                                       |                    | ehem. Mittelmühle (auch Schönwälder- oder Steinmühle) Cunewalde, bis um 1914 in Betrieb, ab 1920 Mühlsteinfabrik, Genaue Lage unklar |                          |
| Direkt Bild zu diesem Denkmal hochladen | Weigsdorfer Mühle                                      | Weigsdorf, Oberlausitzer Straße (Karte)                         |                    | ehem. Sägemühle Weigsdorf am Weigsdorfer Teich, 2010 durch Hochwasser zerstört, genaue Lage unklar (wüst) |                          |
| Direkt Bild zu diesem Denkmal hochladen | Schlossermühle Weigsdorf                               | Weigsdorf, Oberlausitzer Straße 23 (Karte)                      |                    | ehem. Schlossermühle Weigsdorf am Schlosserteich |                          |
| Direkt Bild zu diesem Denkmal hochladen | Obermühle Halbendorf                                   | Halbendorf/Gebirge, Halbendorfer Straße 5 (Karte)               | 1851               | ehem. Obermühle (auch Schiefer- oder Röslermühle) Halbendorf am Cunewalder Wasser; Mühlenwohnhaus (Umgebinde) mit Wassergraben und mittelschlächtigem Wasserrad sowie Mühlsteinen; Wohnhaus Obergeschoss Fachwerk, zum Teil ornamental verschiefert, baugeschichtlich und ortsgeschichtlich von Bedeutung. | 09252823                 |
| Direkt Bild zu diesem Denkmal hochladen | Niedermühle Halbendorf                                 | Halbendorf/Gebirge, Rodewitzer Straße 4 (Karte)                 | 1830               | ehem. Niedermühle (auch Gruhlmühle) Halbendorf am Cunewalder Wasser; Mühlenwohnhaus (Umgebinde) und Reste des Mühlgrabens; Obergeschoss Fachwerk teils verbrettert, teils massiv, baugeschichtlich und ortsgeschichtlich von Bedeutung. | 09252828                 |
| Direkt Bild zu diesem Denkmal hochladen | Mühle Bederwitz                                        | Bederwitz, Eulowitzer Straße 6 (Karte)                          | 1810               | ehem. Mühle Bederwitz am Cunewalder Wasser; Mühlenwohnhaus (Umgebinde) mit Mühlteich und Mühlgraben; Obergeschoss Fachwerk verschiefert, mächtige verschieferte Giebelflächen, profilierte Umgebindestützen, Korbbogenportal, baugeschichtlich und ortsgeschichtlich von Bedeutung. | 09252814                 |

## Landkarten-Archiv
- Messtischblatt Bautzen 419 (1910) (abgerufen am 16. August 2025)
- Messtischblatt Niesky 394 (1907) (abgerufen am 16. August 2025)
- Messtischblatt Spremberg 4452 (1901) (abgerufen am 16. August 2025)
- Messtischblatt Komptendorf 4352 (1903) (abgerufen am 16. August 2025)
- Messtischblatt Cottbus Ost 4252 (1921) (abgerufen am 16. August 2025)